# 西那银行
西那银行（波斯語：‎）是一家伊朗私营银行机构,提供零售、商业和投资银行服务。该银行于1985年成立,是政府银行系统私有化的一部分。该银行在德黑兰成立时,在全国范围内有1998名雇员和253个分支机构。西那银行在德黑兰证券交易所上市，是伊朗八家私营银行之一。目前，该银行是伊朗第64大公司。2007年，西那银行的初始股本为100亿伊朗里亚尔。

## 历史
1985年，莫斯塔扎凡基金会（受压迫者基金会）以其资产成立了一家名为“博尼亚德”的金融信贷机构。2007年，莫斯塔扎凡基金会决定为自己建立一家私人银行。为了建立银行，莫斯塔扎凡基金会向伊朗伊斯兰共和国中央银行申请将博尼亚德金融信贷机构转变为银行的许可。2008年，伊朗中央银行同意将博尼亚德金融信贷机构转变为银行。自那时起，博尼亚德金融信贷机构开始以西那银行的名义运营。莫斯塔扎凡基金会仍然是西那银行的最大股东。

## 运营
该银行于1985年成立，最初名为博尼亚德金融信贷公司。该公司是伊朗金融业的第一家信贷机构。2007年，该公司实现私有化，并于2009年在德黑兰证券交易所上市。目前,该银行在全国范围内运营，共有253家分行。2010年，该银行受到美国针对伊朗银行机构的制裁。除了为国内外客户提供短期和定期存款账户外，该银行还提供信用证、国库券、货币兑换、公司贷款联合、财务咨询和电子银行服务。

## 公益活动
除了金融和信贷活动外，西那银行还有公益活动，如帮助地震受害者和协助为贫困地区购买医疗设备。